# Comté de Gaure
Ce comté sera absorbé par le comté d'Armagnac.
Le comté de Gaure passera sous souveraineté anglaise au traité de Brétigny, le 8 mai 1360.
Le comte de Gaure, Géraud de Cazaubon, fut l'une des illustrations de la chevalerie gasconne de la fin du XIIIe siècle. Il fut le fondateur de la ville actuelle de Fleurance en Gascogne.
Extrait du début :
« En 1272, le comté de Gaure formait un tout petit îlot au milieu des vastes domaines d'Armagnac. Géraud V d'Armagnac, voyant dans ce petit comté une proie facile, déclara que le château de Sempuy (on disait à l'époque "Sompoy") était de sa mouvance. Sans indiquer sur quels fondements il basait de telles prétentions, il dépêcha son héraut d'armes vers Géraud de Cazaubon, pour réclamer impérieusement l'hommage que le vassal doit au suzerain.
Le comte de Gaure proteste. Il entend ne devoir hommage qu'au seul Duc de Toulouse, le Roi de France, héritier de ce titre par la mort de la comtesse Jehanne et d'Alphonse, son oncle.
Cazaubon refuse donc fièrement de souscrire aux injonctions de son puissant voisin devant lequel : "Il ne veul mie genouiller".
Telle fut la cause initiale d'une guerre qui devait être furieuse et sans merci." (et qui signa la fin, fors l'honneur, de la lignée territoriale des comtes, et du comté de Gaure). »
En 1425 le comté fut donné à Charles II d'Albret en récompense de ses services et ceux de son père. Voici ce que l'on lit dans un manuscrit de la Bibliothèque du Roy (BNF) : « Le Roy Charles de France, en considération des grands et notables services faicts par Charles Sieur d'Albret et par autre Charles son père et con(n)estable de France qui avoit servy jusqu'à la mort où décéda à la bataille de Dazinco(u)rt en deffendant avec les autres Princes de sang servans, le Roy de France son père contre les Angloys, par advis et meure délibération de plusieurs Princes du sang et Gens du Conseil, laisse aud. Sire d'Albret, ses hoirs masles et femelles, la comté de Gaure et ville de Fl(e)urance. »